# Gökçen
Gökçen ist ein türkischer männlicher und weiblicher Vorname mit der Bedeutung „jemand, der schön, hübsch, nett, angenehm, erfreulich ist“, der auch als Familienname auftritt.

## Namensträger

### Familienname
- Erdoğan Gökçen (* 1934), türkischer Fußballspieler
- İsmet Gökçen (* 2001), türkischer Eishockeyspieler
- Sabiha Gökçen (1913–2001), türkische Pilotin und erste Kampfpilotin der Welt
- Servet Gökçen (* 1986), türkischer Fußballspieler